# カムランド
座標: 北緯36度25分21秒 東経137度18分55秒 / 北緯36.4225度 東経137.3153度:105
カムランド（KamLAND）は、東北大学大学院理学研究科付属ニュートリノ科学研究センター（Research Center for Neutrino Science）による反ニュートリノ検出器である。KamLANDという名称はKamioka Liquid Scintillator Anti-Neutrino Detector（神岡液体シンチレータ反ニュートリノ検出器）の略である。カムランドは岐阜県飛騨市（旧神岡町）にある神岡鉱山の坑道内のカミオカンデ跡地につくられた。カミオカンデが水チェレンコフ検出器であったのに対し、液体シンチレータを用いることによって、より低いエネルギーのニュートリノを検出することができる。
カムランドの周辺には複数の原子力発電所が存在する。原子力発電所の原子炉では核燃料中の放射性核分裂生成物の崩壊により反電子ニュートリノ ({\displaystyle {\bar {\nu }}_{e}}) が生成される。この検出器は原子炉で生成されるニュートリノの25%にあたる、1.8 メガ電子ボルト (MeV) の閾値エネルギーを超えるニュートリノを検出することができる。
もしニュートリノが質量をもつならば、ニュートリノ振動によって反電子ニュートリノがカムランドでは検出できないフレーバーのニュートリノに変化し、反電子ニュートリノの減少あるいは「消失」に至る。カムランドは原子力発電所から平均180キロメートル (km)離れた位置にあり、これによって太陽ニュートリノ問題の解決策であるニュートリノの大混合角による混合を感度良く検出することができる。

## 装置の概要
カムランド検出器の外層は、内側に1,879個の光電子増倍管（17インチのものが1,325個、20インチのものが554個）が設置された直径18メートル (m)のステンレス鋼製容器である。光電面が34%の領域を覆っている。この内側にある第2層は1,000トンの鉱油・ベンゼン・蛍光化学物質からなる液体シンチレータで満たされた、直径13メートル (m)のナイロン製バルーンである。シンチレータではない高純度の油がバルーンに浮力を与え、バルーンを光電子増倍管から離しておくための緩衝材として働く。この油は外部の放射線に対する遮蔽材の役割も持つ。3.2キロトン (=3.2x106 kg)の円柱状の水チェレンコフ検出器が容器を取り囲んでいる。これはミュー粒子に対するベトーカウンターとしての働きと宇宙線や周辺の岩盤からの放射能に対する遮蔽材としての役割を持つ。
反電子ニュートリノ (ν 
e)は逆ベータ崩壊反応 {\displaystyle {\bar {\nu }}_{e}+p\to e^{+}+n}によって検出される。この反応は{\displaystyle {\bar {\nu }}_{e}}に対して1.8 MeVの閾値エネルギーを持つ。陽電子 ({\displaystyle e^{+}})からの即発蛍光によって反ニュートリノのエネルギーを {\displaystyle E_{\nu }=E_{prompt}+<E_{n}>+0.9MeV}と推定することができる。ここで、{\displaystyle E_{prompt}}は即発事象のエネルギーで、陽電子の運動エネルギーと{\displaystyle e^{+}e^{-}}対消滅エネルギーを足し合わせたものである。 <{\displaystyle E_{n}}>は中性子反跳エネルギーの平均値で、わずか数十キロ電子ボルト (keV)である。中性子はおよそ200マイクロ秒 (μs)後に水素に捕獲され、2.2 MeVの特徴的なガンマ線を放出する。この信号の遅延同時計測は反ニュートリノの信号と他の粒子によるバックグラウンドを区別する上で強力な手段となる。
距離が離れていることによる{\displaystyle {\bar {\nu }}_{e}}の減少を補うために、カムランドはそれまでの検出器よりも検出質量がはるかに大きい。カムランド検出器はBorexinoのような同様の検出器の2倍である、1,000トンの検出質量を持つ。しかしながら、体積が増えたことにより、宇宙線に対する遮蔽材もより多く必要となり、地下に検出器を設置することが必要となった。
カムランド禅の二重ベータ崩壊探索の一環として、2011年に320 kgのキセノンが溶かされたシンチレータのバルーンが検出器の中心に吊り下げられた。キセノンを追加したより汚染の少ない改良バルーンが計画されている。KamLAND-PICOはカムランドに暗黒物質探索のためのPICO-LON検出器を設置することを計画しているプロジェクトである。PICO-LONはWIMPと原子核の非弾性散乱を観測する、放射性不純物の少ないNaI (Tl)結晶である。より量子効率の高い光電子増倍管と集光ミラーを追加し、検出器の性能を向上することが計画されている。

## 成果

### ニュートリノ振動

#### 原子炉ニュートリノ
カムランドは、2002年1月17日からデータ収集を開始した。最初の結果は約145日のデータを用いて報告された。ニュートリノ振動がなければ、86.8±5.6事象が期待されるにもかかわらず、54事象しか観測されなかった。この結果を検証するため、データサンプルを515日に増やしたところ、ニュートリノ振動がなければ、365.2事象が予想されるのに対し、258事象しか観測されなかった。これによって高い信頼度で反ニュートリノが消失していることが確認された。
カムランド検出器は、反ニュートリノの数だけでなく、エネルギーも測定している。エネルギースペクトルの形状はニュートリノ振動仮説の研究に活用することができるさらなる情報をもたらす。2005年の統計分析で、スペクトルの歪みは振動なし仮説そして2つの代替消失メカニズム、すなわちニュートリノ崩壊およびデコヒーレンス (decoherence)モデルと矛盾することが示された。2種類のニュートリノ間の振動を仮定すると矛盾がなく、Δm2とθパラメータの最適値が導かれた。カムランドはΔm2を最も精密に測定し、太陽ニュートリノ実験はθの測定能力でカムランドを上回っていたので、最も精密な振動パラメータは太陽ニュートリノの測定結果と組み合わせることによって得られた。これらのデータを組み合わせることで決定できる最適なニュートリノ振動パラメータとして、{\displaystyle \Delta {m^{2}}=7.9_{-0.5}^{+0.6}\cdot 10^{-5}{\text{eV}}^{2}}と{\displaystyle \tan ^{2}\theta =0.40_{-0.07}^{+0.10}}が得られた。
2008年と2011年に精度を向上させた結果が報告された。
{\displaystyle \Delta m_{21}^{2}=7.59\pm 0.21\cdot 10^{-5}\,{\text{eV}}^{2},\,\,\tan ^{2}\theta _{12}=0.47_{-0.05}^{+0.06}}

#### 太陽ニュートリノ
既に他の検出器でも測定されていた太陽ニュートリノについても、カムランド検出器で測定が行われた。
2011年に8Bニュートリノのフラックスは{\displaystyle 2.77\pm {0.26(\mathrm {stat} )}\pm {0.37(\mathrm {syst} )}\times 10^{6}} [個/(cm2･s)]と見積もられた。これは他の検出器（スーパーカミオカンデ、サドベリー・ニュートリノ天文台、Borexino）の測定結果やニュートリノ振動を考慮した標準太陽モデルと矛盾しなかった。
2015年に7Beニュートリノのフラックスは{\displaystyle 3.26\pm {0.52}\times 10^{9}} [個/(cm2･s)]と見積もられた。これはBorexinoの測定結果やニュートリノ振動を考慮した標準太陽モデルと矛盾しなかった。7Beニュートリノは862 keVとエネルギーが低く、これ以前にはBorexinoでしかこのような精度で測定できていなかった。

### 地球ニュートリノ
カムランドは地質学的に生成される反ニュートリノ(いわゆる地球ニュートリノ)の測定結果も2005年に公表した。このようなニュートリノは、地球の地殻とマントルにおけるトリウムとウランの放射性崩壊によって生成される。地球ニュートリノの測定結果により、ウランとトリウムの放射化熱による地熱への寄与の上限値として60TWが得られた。
Borexinoの測定値と組み合わせた結果が2011年に公表された。
2013年の新たな結果では、日本の原子炉が停止してバックグラウンドが低減されたため、116個の{\displaystyle {\bar {\nu }}_{e}}事象を用いて、ウランとトリウムの放射化熱生成量を{\displaystyle 11.2_{-5.1}^{+7.9}} TWと限定することができた。これにより地球ケイ酸塩部分の構成モデルが限定されるが、既存のモデルと矛盾しなかった。

### カムランド禅
カムランドの検出器は2011年からは、キセノン136のニュートリノを放出しない二重ベータ崩壊 (0νββ)を探索するプロジェクト「カムランド禅 (KamLAND-Zen)」に使用されている。ニュートリノを放出する二重ベータ崩壊 (2νββ)は観測されたことがあるが、0νββは観測されたことがなく、観測されればニュートリノの質量を決定することができる。Zenは、Zero Neutrino Double Beta Decay Experimentの略である。
最初に公表された78日間の測定データに基づく結果は、キセノン136における0νββの半減期は90%の信頼度で5.7×1024 年以上、2νββの半減期は{\displaystyle 2.38\pm {0.02(\mathrm {stat} )}\pm {0.14(\mathrm {syst} )}\times 10^{21}}であり、他の実験結果と矛盾しないというものだった。
2011年10月から2012年6月の間に収集した第一期のデータと、キセノン純化後の2013年12月から2015年10月の第二期の間でデータを加え解析を行った結果、キセノン136における0νββの半減期の制限は90%の信頼度で1.07×1026 年以上に改善された。
エネルギー分解能の向上、キセノン濃度の向上、バックグラウンドの低減などを行い、さらに精度を向上することを目指している。

### バリオン数非保存現象
バリオン数非保存現象の探索も行われた。中性子が複数のニュートリノに崩壊するモードおよび大統一理論で予測される陽子が反ニュートリノとK中間子に崩壊するモードの探索が行われたが、いずれの信号も観測されず、寿命の下限値が得られた。

## 評価
2015年度のノーベル物理学賞はニュートリノに質量があることを示した研究に贈られたが、カムランド実験の貢献が同賞の受賞理由を説明する文書で言及された。
2016年、基礎物理学ブレイクスルー賞が鈴木厚人とカムランド共同研究チームに対して授与された。